# 溫洛克 (阿肯色州)
溫洛克（英語：Winrock）是位於美國阿肯色州康韋縣的一個非建制地區。該地的面積和人口皆未知。

## 地理
溫洛克的座標為35°08′17″N 92°56′38″W / 35.13806°N 92.94389°W，而該地的平均海拔高度為323米（即1060英尺）。